# Willem Kloos

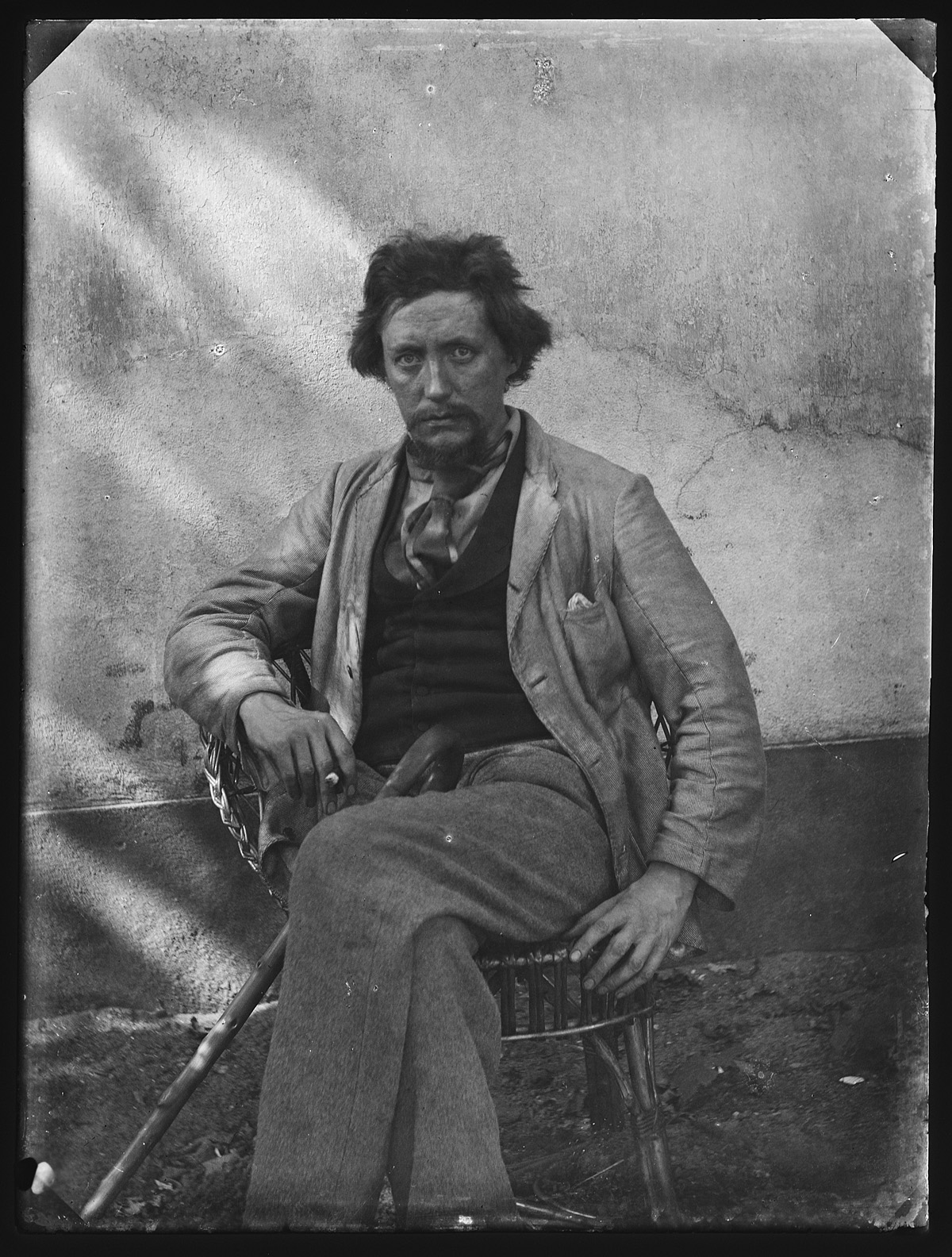
Willem Kloos

Willem Johannes Theodorus Kloos, född 6 maj 1859 i Amsterdam, död 31 mars 1938 i Haag, var en nederländsk skald.
Kloos redigerade från 1885 den av honom samt bland andra Frederik Willem van Eeden och Albert Verwey grundlagda tidskriften "De nieuwe Gids" i Amsterdam, dit han lämnat regelbundna kritiska bidrag (1896 utgiven under titeln Veertien jaar literatuyrgeschiedenis 1880–93, ny upplaga 1899). Som lyriker framträdde han med Verzen (1894) och Nienwe verzen (1895) samt Verzen (två band, 1902), bland vilka framför allt sonetterna anses stå mycket högt.